# Waleed Al-Husseini
Waleed Al-Husseini (n. 25 iunie 1989, Qalqilya⁠(d), Cisiordania, Palestina) este un eseist, scriitor și blogger palestinian. În octombrie 2010 Autoritatea Palestiniană l-a arestat pentru o presupusă blasfemie la adresa islamului în postările de pe blog și de pe Facebook. Arestarea lui a atras atenția internațională. Mai târziu a fugit în Franța, unde a solicitat azil politic. În 2013 a fondat Consiliul foștilor musulmani din Franța, iar în 2015 a scris prima sa carte, Blasphémateur! : închisorile lui Allah, despre experiențele sale.

## Legături externe
- en  "Proud Atheist" Arhivat în 15 mai 2018, la Wayback Machine. Al-Husseini's English-language blog
- en  "I'm proud to be Atheist" Waleed Al-Husseini's English-language Facebook page